# The Public Defender
Pour plus de détails, voir Fiche technique et Distribution.
The Public Defender est un film américain réalisé par J. Walter Ruben, sorti en 1931.

## Synopsis
Alors que Pike Winslow, un jeune millionnaire, obtient le rôle de The Reckoner, il apprend que le père de son amie Barbara Gerry est accusé d'un scandale de détournement de fonds bancaire. Avec ses amis, Pike va essayer de trouver des preuves qui innocenteront Gerry et identifieront les vrais coupables.

## Fiche technique
- Titre : The Public Defender
- Réalisation : J. Walter Ruben
- Scénario : Bernard Schubert et George Goodchild
- Photographie : Edward Cronjager
- Musique : Max Steiner
- Société de production : RKO Pictures
- Pays de production : États-Unis
- Format : Noir et blanc - Mono
- Date de sortie : 1931

## Distribution
- Richard Dix : Pike Winslow
- Shirley Grey : Barbara Gerry
- Purnell Pratt : John Kirk
- Ruth Weston : Rose Harmer
- Edmund Breese : Frank Wells
- Frank Sheridan : Charles Harmer
- Alan Roscoe : Police Inspector Malcolm O'Neill
- Boris Karloff : The Professor
- Nella Walker : Aunt Matilda
- Paul Hurst : Doc
- Robert Emmett O'Connor : Détective Brady
- Phillips Smalley : Thomas Drake
- Emmett King : Eugene Gerry (non crédité)
- Rochelle Hudson : Opératrice téléphonique (non créditée)
- Arline Judge : Opératrice téléphonique (non créditée)
- Symona Boniface (non créditée)
- Bill Elliott  (non crédité)